# Klosterbibliothek Metten

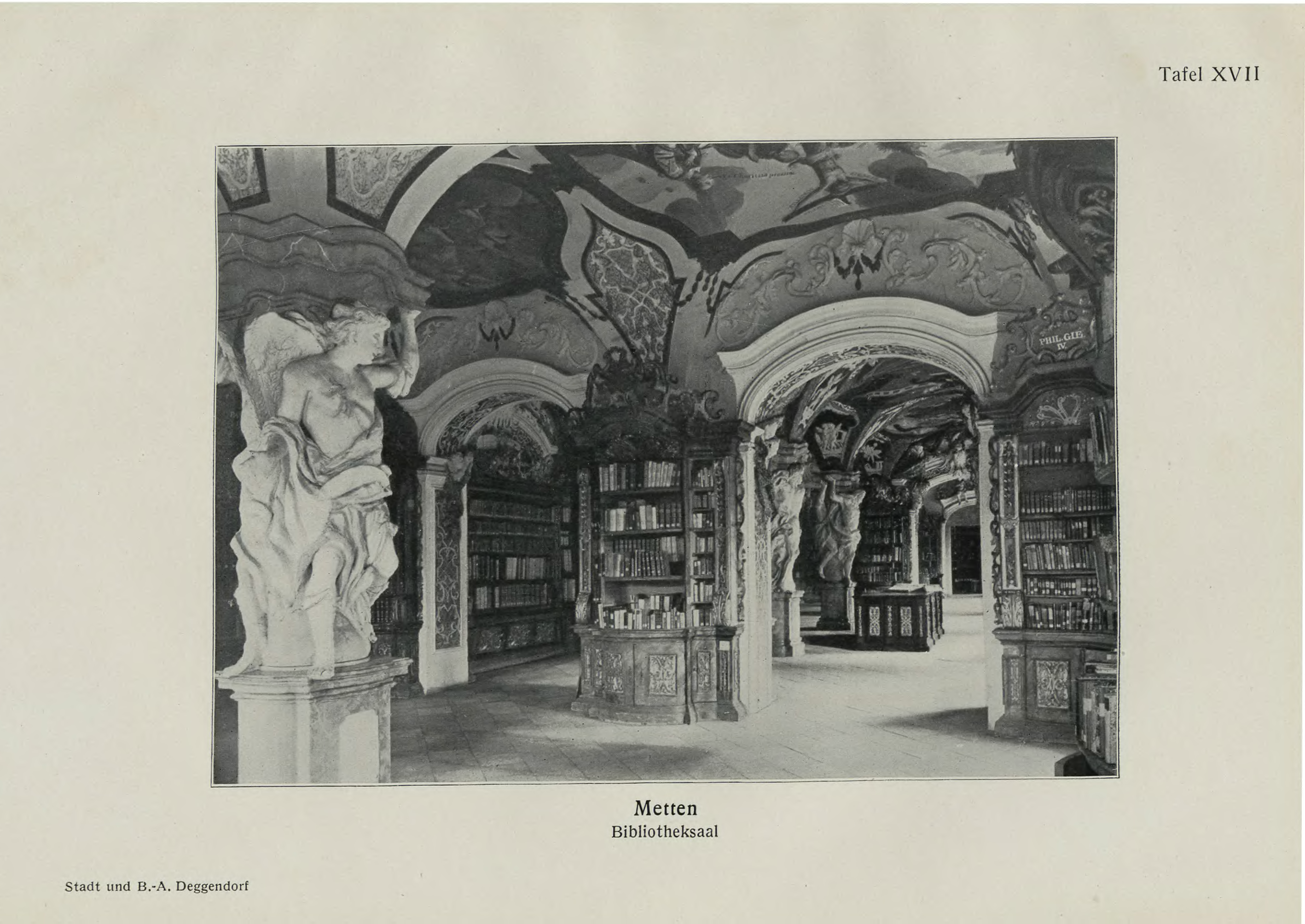
Klosterbibliothek Metten um 1927 (Fotos aus Die Kunstdenkmäler von Bayern)

Die Klosterbibliothek Metten ist die Bibliothek des Klosters Metten mit rund 270.000 Bänden.

## Geschichte
Der Beginn der alten Bibliothek lag wohl im Jahr 1265. Um 1400 befand sich hier auch ein Skriptorium. Unter Abt Johannes Nablas (um 1600) wurde der Bibliotheksraum von 1628 bis 1645 erbaut. Die Bibliothek  wurde nach der Barockisierung der gotischen Stiftskirche unter Abt Roman II. Märkl in der Zeit um 1720 im Stil des Spätbarock neu ausgestattet. Die Stuckarbeiten und Stuckfiguren schuf 1722 bis 1724 Franz Joseph Ignaz Holzinger. Die Freskos schuf 1723 Innozenz Warathi.
Mit der Säkularisation in Bayern im Jahre 1803 wurde die Bibliothek aufgelöst.  
Mit der Wiedererrichtung des Klosters legte der Regensburger Bischof Johann Michael Sailer am 1. April 1830 mit einer Buchwidmung den Grundstein für die neue Bibliothek. Von den Mettener Altbeständen kamen nur etwa 300 Bände zurück. Neben dem Nachlass des ehemaligen Benediktiners Pater Amandus Hoecker bildeten zusätzlich Restbestände der Abtei Prüfening (1842) und aus dem Kloster Irsee (1833), sowie die staatliche Zuteilung von etwa 4.000 Bänden aus aufgelösten Klosterbibliotheken des schwäbischen Raumes den Grundstock. Der Bestand wurde in den Jahren 1915 bis 1925 neu katalogisiert.

## Die Bibliothek heute
Die Gesamtzahl der Bestände umfasst geschätzte 270.000 Bände. Darunter sind
- ca. 20.000 Bände aus der Zeit vor 1800,
- etwa 20.000 Schulprogramme aus den Jahren 1830–1920,
- über 300 Autographen,
- 43 Handschriften und 82 Handschriften in Fragmenten,
- ca. 10.000 Einheiten von Musik-Handschriften und -drucken.

Aufgestellt sind die Bücher in der 2009 neu eingerichteten Klosterbibliothek die Stellplätze für 300.000 Bände bietet.

Blick in die Barockbibliothek

Die Barocke Klosterbibliothek kann im Rahmen einer Führung besichtigt werden. Zu sehen sind hier ca. 35.000 Bücher die jedoch nicht den ursprünglichen Bestand darstellen. 